# Catasauqua, Pennsylvania
Catasauqua là một thị trấn thuộc quận Lehigh, tiểu bang Pennsylvania, Hoa Kỳ. Năm 2010, dân số của thị trấn này là 6436 người.